# Enceinte de Troyes
L'enceinte de Troyes était une enceinte fortifiée qui protégeait la ville  de Troyes.

## Présentation

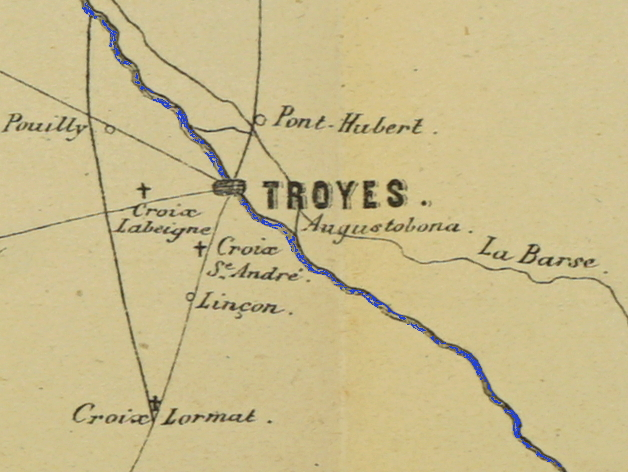
Les routes romaines de Troyes.

Les remparts sont attestés dès le Ier siècle par Jules César et continuent à exister jusqu'au XIXe siècle. À l'origine, l'enceinte fortifiée reprenait celle des Tricasses, centrée sur une île, c'est une ville oppida et Antonin le Pieux, en 161 fit élever une tour à la porte d'Artaud. La ville se trouve alors au croisement des voies Milan-Boulogne et la voie Caracotinum-Augustobona. Avec les invasions barbares, les habitants utilisèrent les monuments publics pour renforcer les remparts. Les invasions normandes de 890 obligèrent les habitants à restaurer les remparts.
Avec l'utilisation par les comtes de Champagne de Troyes comme une de leurs résidences, elle sort au XIIIe siècle de sa forme romaine. L'enceinte s'est étendue vers l'ouest avec murailles et fossés qui furent longtemps inondés.
Maintenu en fonction, le rempart subit plusieurs reconstructions et réparations jusqu'au milieu du XVIIe siècle, le rempart avait alors 5 200 mètres de long et vingt et une portes. Une phase importante fut la prise de Saint-Dizier en 1544 qui faisait de Troyes la frontière de la France et le duc de Guise fit remettre en état les remparts, en grande partie aux frais des habitants. Pour les boulevards, boulevard Saint-Jacques, de l'Isle, de la tour Boyleau et places de tir de nombreuses maisons furent rasées.

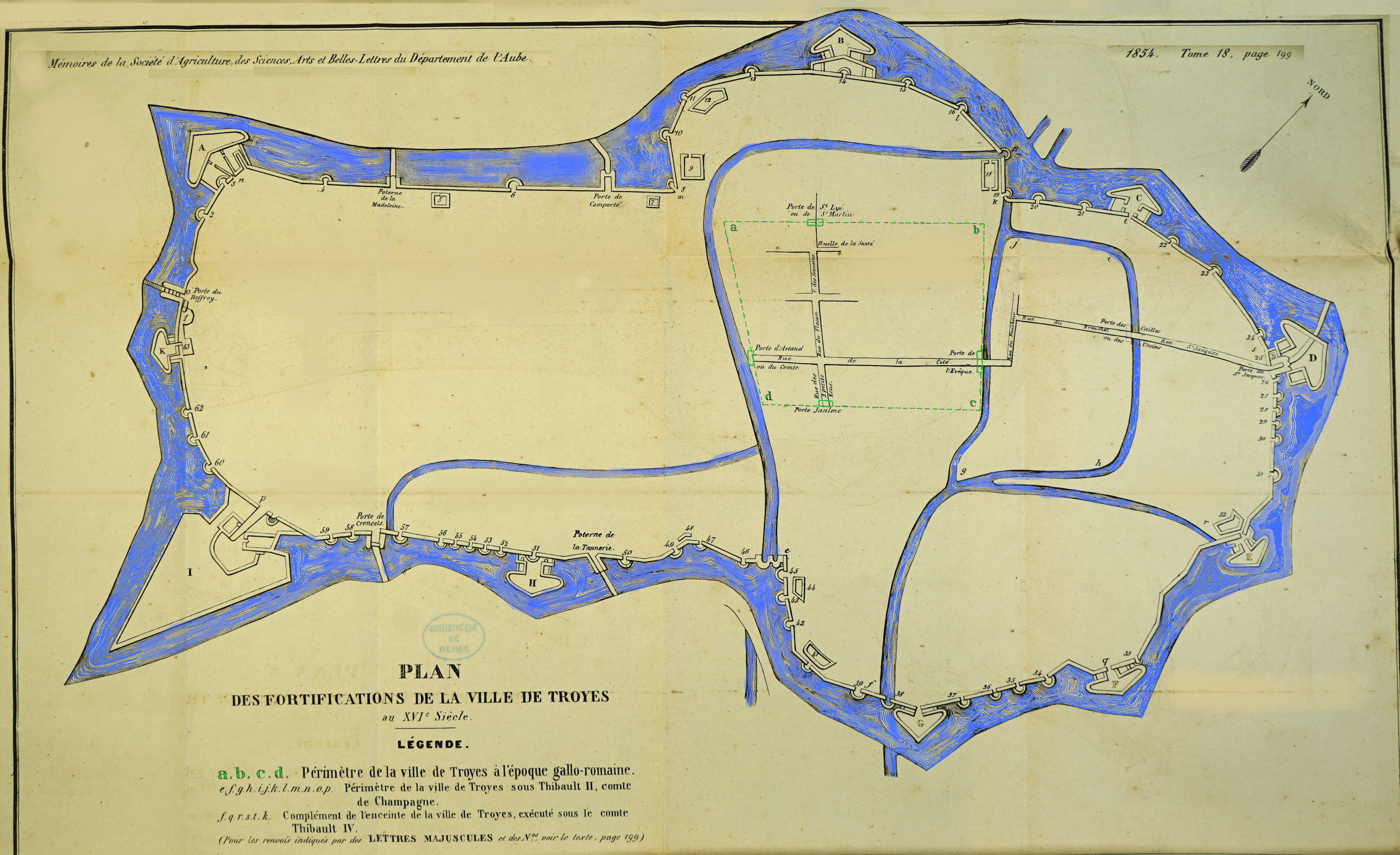
La place de Troyes au XVIe siècle

### Armement
En 1664, Nicole Mergey, chanoine de Saint-Urbain tenait le compte des armements disponibles :
- 38 canons sur les remparts et tours avec deux jeux de six orgues,
- 89 pièces de canons stockées dans une cave de la Mairie. Tous n'étaient pas récents, la Grosse Guillemette était un canons fait de bandages de fer et un autre était conservé mais rompu.

### Les portes

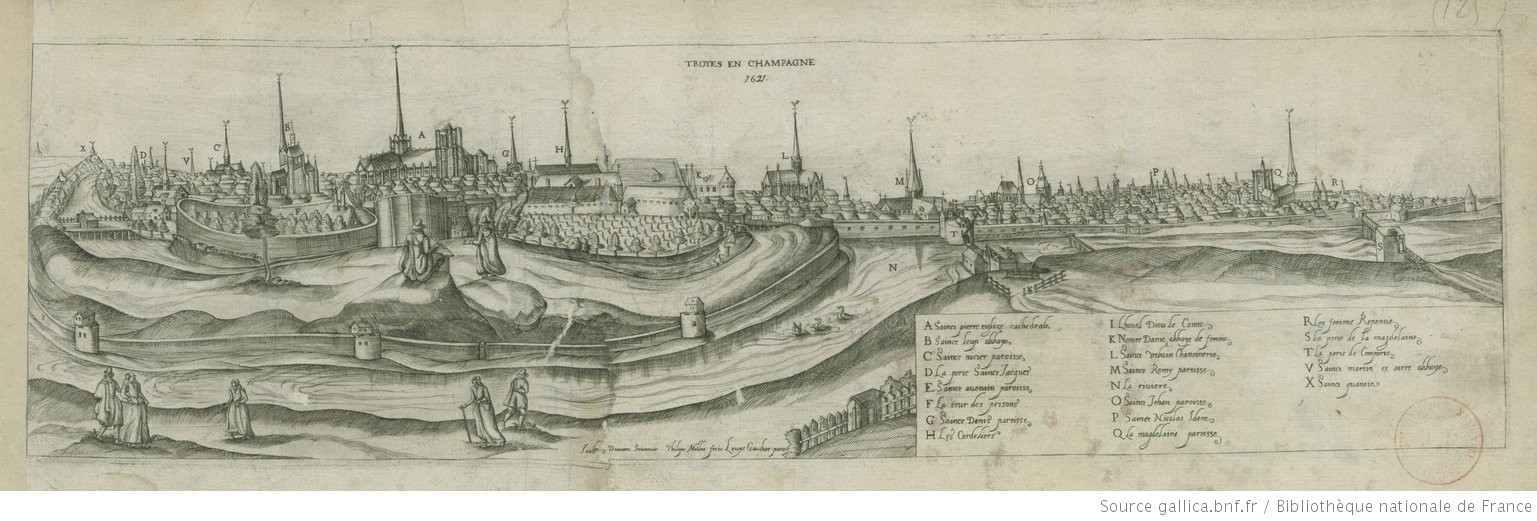
Vue par Joachim Duviert en 1610.

- la porte Saint-Jacques démolie en 1832,
- la porte du Beffroi ou porte de Paris,
- la porte au Mitre, Torchepot, porte au Bourreau ou en premier porte Saint-Pierre, en 1175 car elle ouvrait vers l'abbaye de Montier-la-Celle.
- la porte Comporté ou de Preize, surveillée par la Grosse-Tour,
- la porte de la Madeleine,
- la porte Croncels, Cronciaulx, Crueuncellis, porte Saint-Esprit ou de Bourgogne, porte citée dès 1157 et qui tirait son nom du village éponyme. Elle fut brûlée en 1542 et reconstruite avec une terrasse et un bastion. Avec son pont-levis, elle était difficilement franchissable et fut démolie en 1808.
- la porte de la Tannerie, démolie en 1818. Quatre de ces portes servirent de base pour nommer les quartiers de la ville : le quartier du Beffroi avec sa porte à l'ouest, le quartier et le porte de Croncels au sud, le quartier et la porte Saint-Jacques à l'est et le quartier de Comporté au nord.

### Milice bourgeoise

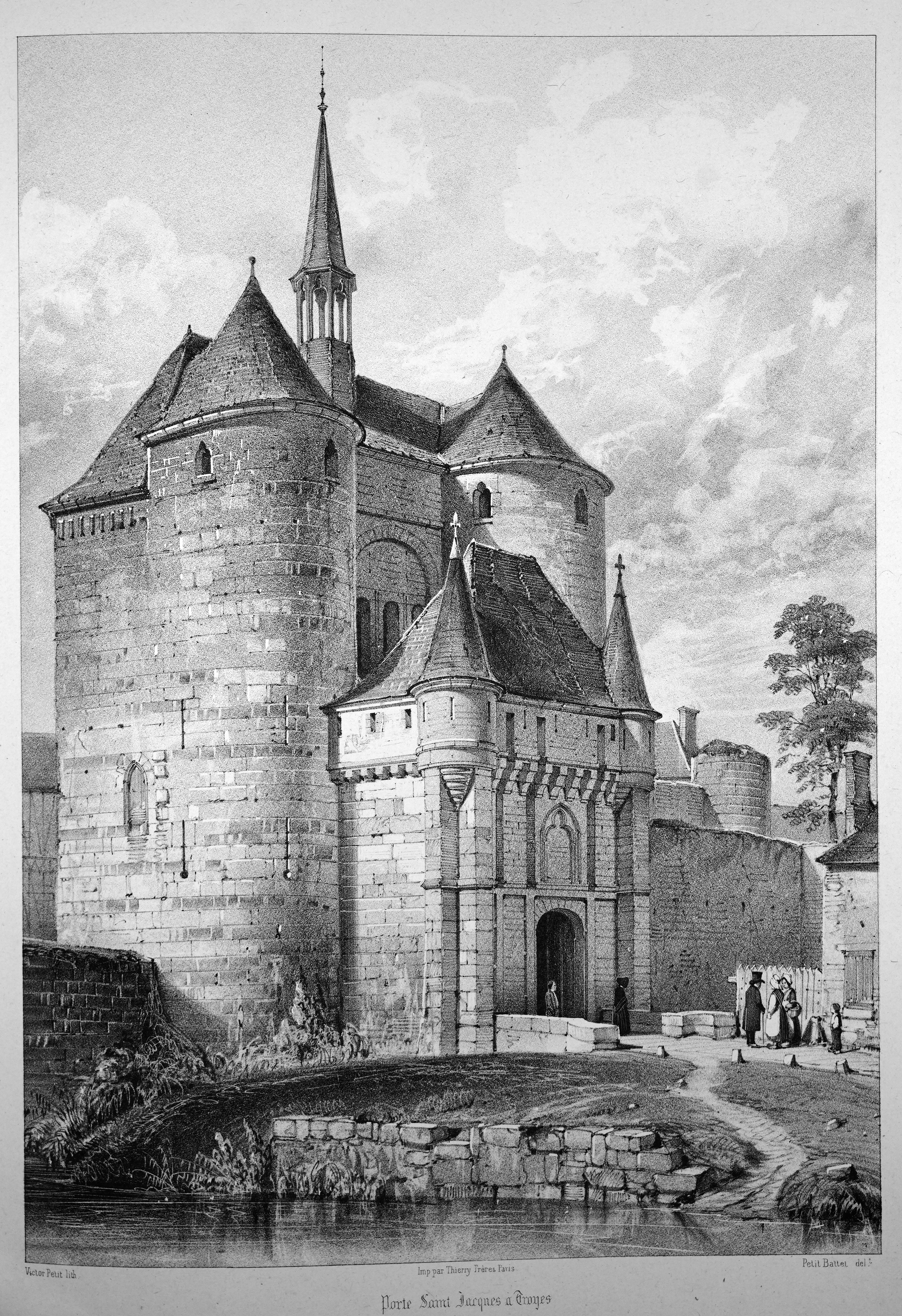
La porte st-Jacques vers 1857.

Elle se composait de quatre bataillons pour garder les quatre portes  principales et se recrutaient parmi les quatre quartiers de la ville : le Beffroi, Croncels, Saint-Jacques et Comporté ou Preize.
La milice avait à sa tête un colonel, un major, un premier capitaine et un sergent major. Chaque bataillon ayant quatre compagnies avec un capitaine, un lieutenant, une enseigne et deux sergents.
Colonels élu : de 1741 à 1773 : Nicolas Camuzat,
Elle avait aussi pour mission le maintien de l'ordre en ville, de veiller aux incendies, de milice royale et d'assister la commune dans ses tâches administratives : recensement des maisons, collecte de taxes, loger les troupes royales de passage... et de parader lors des cérémonies publiques. La milice eut longtemps des démêlés pour la préséance avec les arquebusiers de la ville, la milice dut venir en second.

## Galerie d'images

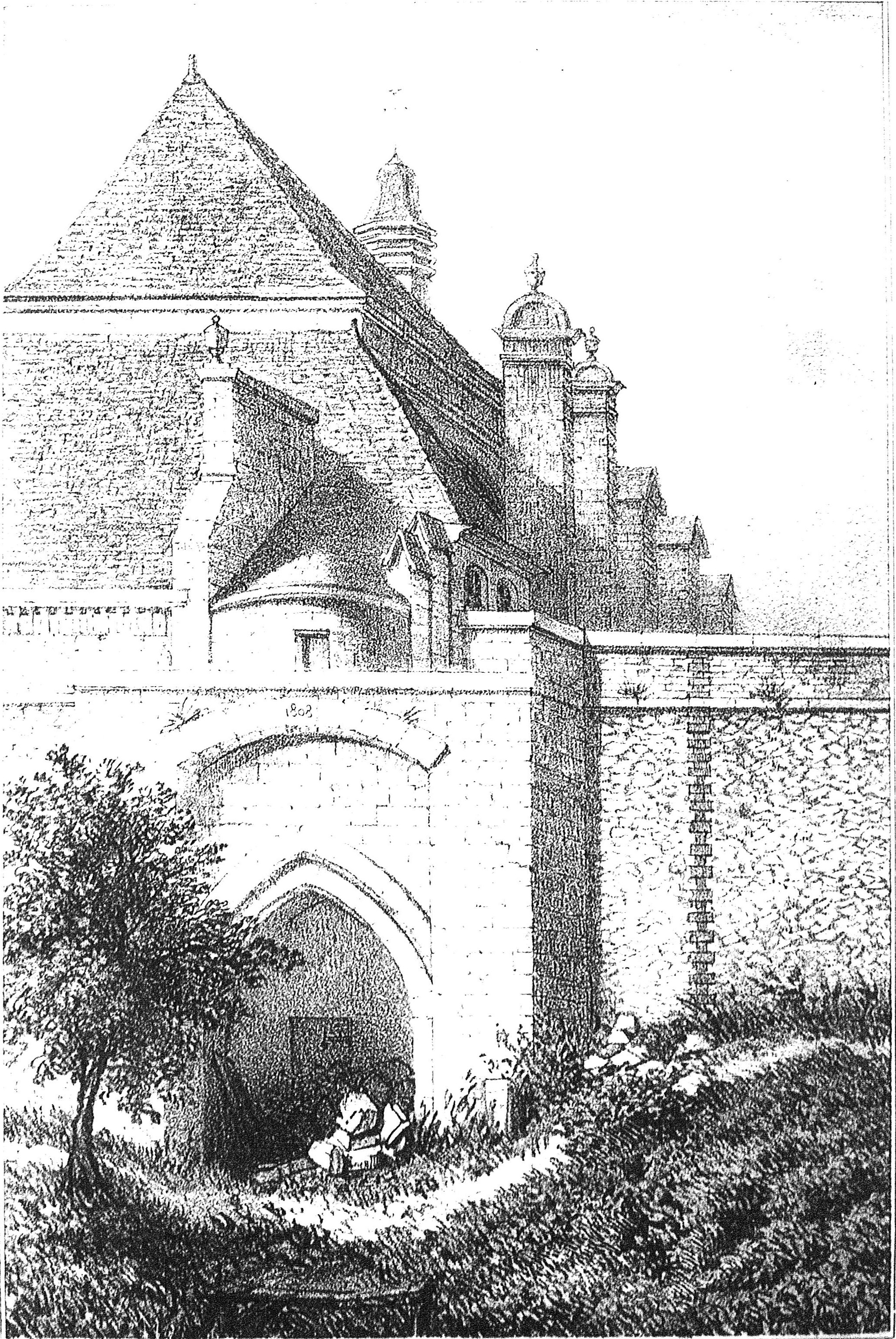
Porte au Mistre devant l'Église Saint-Nicolas,
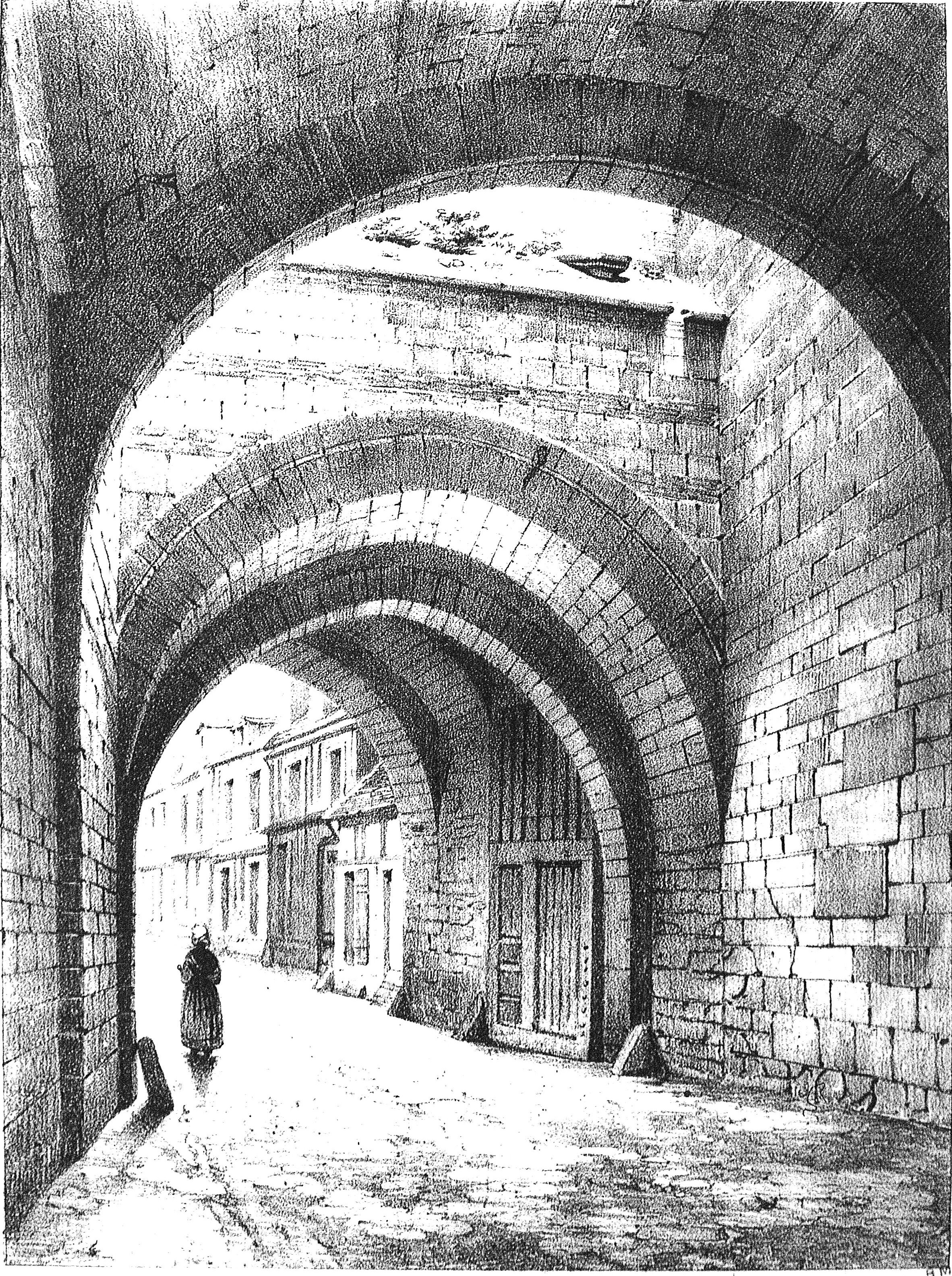
Porte Belfroy,
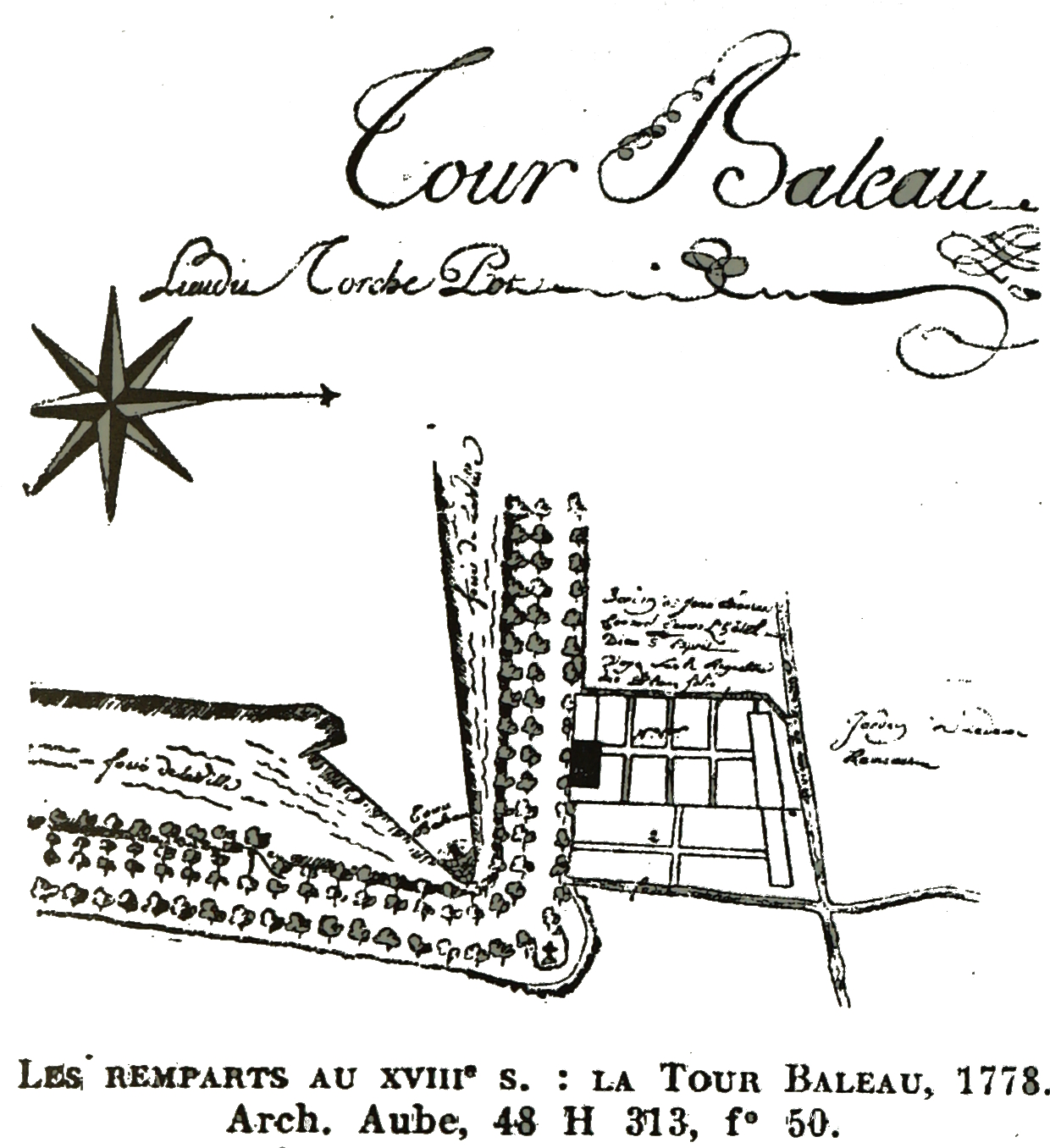
Tour Baleau,
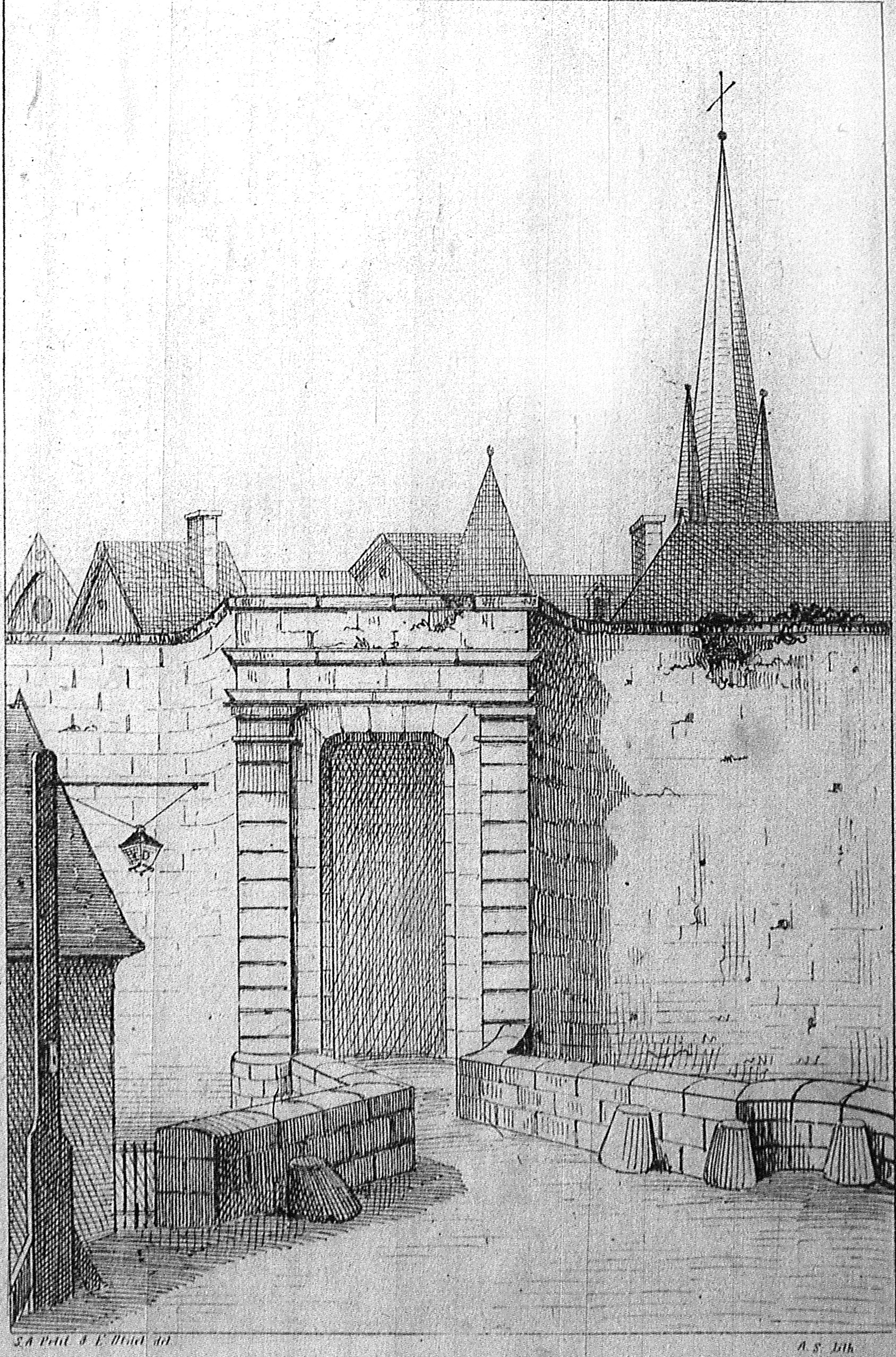
Porte de Preize,
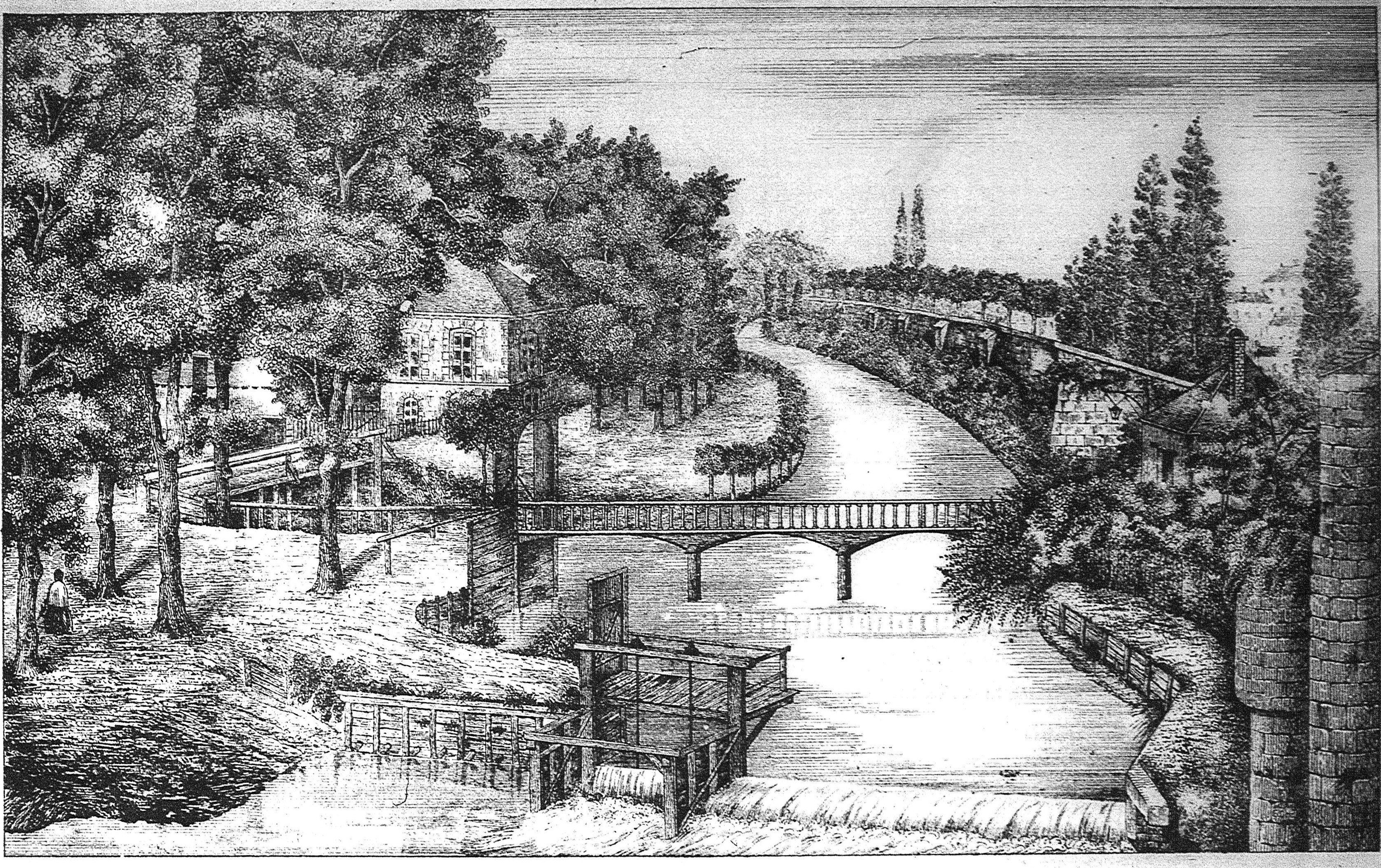
Vanne du Pouce,
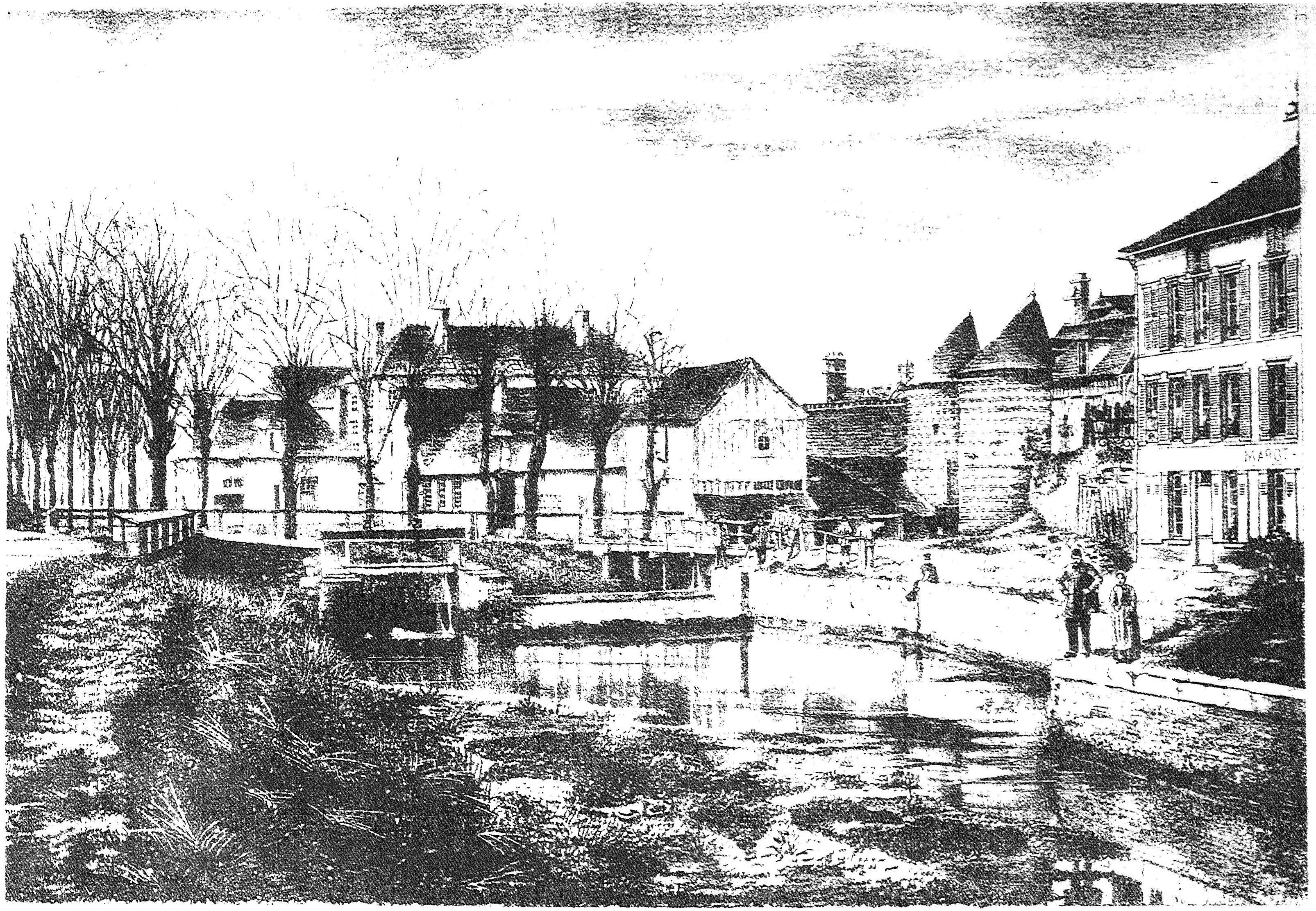
Porte Croncels.